# Colombine plumifère
Geophaps plumifera
Espèce
Statut de conservation UICN

 LC  : Préoccupation mineure
La Colombine plumifère (Geophaps plumifera) est une espèce de pigeon endémique d'Australie

## Sous-espèces
- Geophaps plumifera plumifera
- Geophaps plumifera mungi
- Geophaps plumifera leucogaster
- Geophaps plumifera ferruginea

## Description
Elle ressemble beaucoup à l'autre espèce de pigeon à huppe d'Australie, la colombine longup qui est simplement un peu plus grande.
Elle mesure 20 à 24 cm de long avec un plumage couleur rouille qui lui permet de se confondre avec les sols des régions désertiques. Elle a une tache rouge autour de l'œil avec des taches grises et noires sur la tête. Elle a des raies noires sur les ailes. Les deux sexes sont très semblables.

## Distribution et habitat
On les trouve dans les régions désertiques du continent australien. Elles vivent dans les régions caillouteuses avec très peu de bois et de spinifex.

## Alimentation
Ce sont des oiseaux granivores, dépendants des trous d'eau qui s'éparpillent en saison des pluies autour des différentes mares et cours d'eau, se regroupant en saison sèche autour des sources permanentes.

## Mode de vie
Ce sont des animaux nomades qui vivent sur le sol en couples ou en petits groupes

## Reproduction
L'espèce niche au printemps ou en été, ou après les pluies. La femelle pond deux œufs blancs dans une fourche d'un buisson.